# Helicofilia madrasensis
Helicofilia madrasensis är en svampart som beskrevs av Matsush. 1983. Helicofilia madrasensis ingår i släktet Helicofilia, divisionen sporsäcksvampar och riket svampar.   Inga underarter finns listade i Catalogue of Life.